# Dicraeus bothriochloae
Dicraeus bothriochloae är en tvåvingeart som beskrevs av Nartshuk 1978. Dicraeus bothriochloae ingår i släktet Dicraeus och familjen fritflugor.
Artens utbredningsområde är Turkmenistan. Inga underarter finns listade i Catalogue of Life.